# Tom Drake (Schauspieler)
Tom „Buddy“ Drake (* 5. August 1918 in Brooklyn, New York City, als Alfred Sinclair Alderdice; † 11. August 1982 in Torrance, Kalifornien) war ein US-amerikanischer Schauspieler. Zwischen 1940 und 1978 absolvierte er rund 130 Film- und Fernsehauftritte.

## Leben
Tom Drake, geboren als Alfred Alderdice mit schottisch-norwegischen Vorfahren, sammelte Ende der 1930er-Jahre in seiner Heimatstadt New York erste Erfahrungen als Schauspieler am Broadway. Er spielte dort in den Stücken Run Sheep Run und Clean Beds, insbesondere der Erfolg des letzteren machte Hollywood auf ihn aufmerksam. Ab 1940 wurde er in den Filmen von MGM in meist kleineren Nebenrollen besetzt. Eine erste größere Rolle in dem Kriegsdrama The White Cliffs of Dover (1944) fiel dem Filmschnitt zum Opfer.
Größeren Erfolg hatte er als Partner von Judy Garlands Hauptfigur in dem ebenfalls 1944 entstandenen MGM-Filmmusical Meet Me In St. Louis unter der Regie von Vincente Minnelli. Der Film war ein Kassenschlager und machte Drake einem breiteren Publikum bekannt. Danach wurde er in den nachfolgenden Jahren regelmäßig im Rollenfach des sympathischen „Boy Next Door“ („Jungen von nebenan“) eingesetzt. In seiner Hauptrolle im Familienfilm Das Vermächtnis (1946) behauptete er sich neben Darstellern wie Hume Cronyn, Charles Coburn, Jessica Tandy und Gladys Cooper. In der Musikerbiografie Words and Music (1948) verkörperte er an der Seite von Mickey Rooney den Komponisten Richard Rodgers. Eine seiner letzten großen Filmrollen hatte er in der College-Komödie Mr. Belvedere Goes to College (1949) neben Clifton Webb und Shirley Temple. Zeitweise als kommender Hollywood-Star gehandelt, konnte Drake diese anfänglichen Hoffnungen nicht erfüllen.
Nachdem in den 1950er-Jahren die Filmangebote für Drake merklich nachgelassen hatten, verlegte er sich vor allem auf Gastrollen in zahlreichen Fernsehserien. Eine nennenswerte Charakterrolle hatte er 1959 im Western Warlock, in dem er den Boss einer kriminellen Bande verkörperte. Der Rest seiner Filmkarriere verlief relativ glanzlos zwischen vielen Fernseh-Gastrollen und gelegentlichen Nebenrollen in Kinofilmen. Aus finanziellen Gründen nahm er später einen Zweitberuf als Gebrauchtwagenhändler an. Seine letzten Rollen spielte er im Jahr 1978. Insgesamt umfasst sein filmisches Schaffen mehr als 130 Film- und Fernsehproduktionen. 
Tom Drakes einzige Ehe mit Isabelle Eilenberger wurde im Jahr 1946 nach nur einem Jahr geschieden; mehrere Hollywood-Biografen schreiben, dass der Schauspieler homosexuell gewesen sei. Der Schauspieler erlag 1982 im Alter von 64 Jahren einer Lungenkrebserkrankung. Er wurde auf dem Holy Cross Cemetery in Culver City bestattet.

## Filmografie (Auswahl)
- 1940: Tödlicher Sturm (The Mortal Storm)
- 1940: The Howards of Virginia
- 1943: Blutiger Schnee (Northern Pursuit)
- 1944: Mein Schatz ist ein Matrose (Two Girls and a Sailor)
- 1944: The White Cliffs of Dover
- 1944: Maisie Goes to Reno
- 1944: Tagebuch einer Frau (Mrs. Parkington)
- 1944: Meet Me in St. Louis
- 1946: Das Vermächtnis (The Green Years)
- 1946: Lassie – Held auf vier Pfoten (Courage of Lassie)
- 1946: Faithful in My Fashion
- 1947: Liebe in Fesseln (Cass Timberlane)
- 1948: Lassies Heimat (Hills of Home)
- 1948: Words and Music
- 1949: Mr. Belvedere kann alles besser (Mr. Belvedere Goes to College)
- 1949: Sumpf des Verbrechens (Scene of the Crime)
- 1950: Der Weihnachtswunsch (The Great Rupert)
- 1951: Mädchen im Geheimdienst (FBI Girl)
- 1954: My Favorite Husband (Fernsehserie, Folge 1x40)
- 1955: Verratene Frauen (Betrayed Women)
- 1957: Ein Spezialist seiner Branche (Date with Disaster)
- 1957: Das Land des Regenbaums (Raintree County)
- 1958: Verräter unter uns (Money, Women and Guns)
- 1958/1960: Josh (Wanted: Dead or Alive, Fernsehserie, zwei Folgen)
- 1959: Warlock
- 1959/1960: Perry Mason (Fernsehserie, zwei Folgen)
- 1959–1960: Lawman (Fernsehserie, drei Folgen)
- 1959–1963: 77 Sunset Strip (Fernsehserie, drei Folgen)
- 1960: Am Fuß der blauen Berge (Laramie, Fernsehserie, Folge 1x23)
- 1960: Jeder zahlt für seine Schuld (The Bramble Bush)
- 1960: Tausend Meilen Staub (Rawhide, Fernsehserie, Folge 2x20)
- 1961: Im Wilden Westen (Death Valley Days, Fernsehserie, Folge 10x01)
- 1961: Cheyenne (Fernsehserie, Folge 6x02)
- 1961/1962: Hawaiian Eye (Fernsehserie, 2 Folgen)
- 1962: Die Unbestechlichen (The Untouchables, Fernsehserie, Folge 3x21)
- 1965: Lassie (Fernsehserie, Folge 11x20)
- 1965: Alfred Hitchcock zeigt (The Alfred Hitchcock Hour, Fernsehserie, Folge 3x29)
- 1965: … die alles begehren (The Sandpiper)
- 1965: Geächtet (Branded, Fernsehserie, zwei Folgen)
- 1965: Bonanza (Fernsehserie, Folge 7x12 Geiselnahme bei Sonnenuntergang)
- 1966: Sheriff Johnny Reno (Johnny Reno)
- 1966: Dominique – Die singende Nonne (The Singing Nun)
- 1966: Verrückter wilder Westen (The Wild Wild West, Fernsehserie, Folge 2x08)
- 1966: The Green Hornet (Fernsehserie, Folge 1x10)
- 1967: Der blutige Westen (Red Tomahawk)
- 1968: … die im Staub verbluten (Warkill)
- 1968: Tödliches Erbe (Omicidio per vocazione)
- 1969: Rauchende Colts (Gunsmoke, Fernsehserie, Folge 15x11)
- 1969–1976: Dr. med. Marcus Welby (Marcus Welby, M.D., Fernsehserie, vier Folgen)
- 1970: Planet der Giganten (Land of the Giants, Fernsehserie, Folge 2x21)
- 1970: The Name of the Game (Fernsehserie, Folge 2x23)
- 1971: Um 9 Uhr geht die Erde unter (City Beneath the Sea, Fernsehfilm)
- 1971: House of the Black Death
- 1971: Mannix (Fernsehserie, Folge 5x11 Tödliches Dreieck)
- 1972: Cannon (Fernsehserie, Folge 1x23 Feindliche Brüder)
- 1972/1975: Adam-12 (Fernsehserie, zwei Folgen)
- 1973: Der Chef (Ironside, Fernsehserie, Folge 7x01)
- 1973: Ausgeliefert (Cycle Psycho)
- 1974: Banacek (Fernsehserie, Folge 2x06)
- 1974: The Spectre of Edgar Allan Poe
- 1976: SOS in den Wolken – Countdown der Angst (Mayday at 40,000 Feet!, Fernsehfilm)
- 1976: Die Straßen von San Francisco (The Streets of San Francisco, Fernsehserie, Folge 5x08)
- 1978: Project U.F.O. (Fernsehserie, Folge 1x03)